# تسل (گووی-آلتای)
تسل (به لاتین: Tseel) یک منطقهٔ مسکونی در مغولستان است که در استان گاوی-آلتای واقع شده‌است. تسل ۵٬۶۳۱ کیلومتر مربع مساحت دارد.